# فهم حديث للأساطير الإغريقية

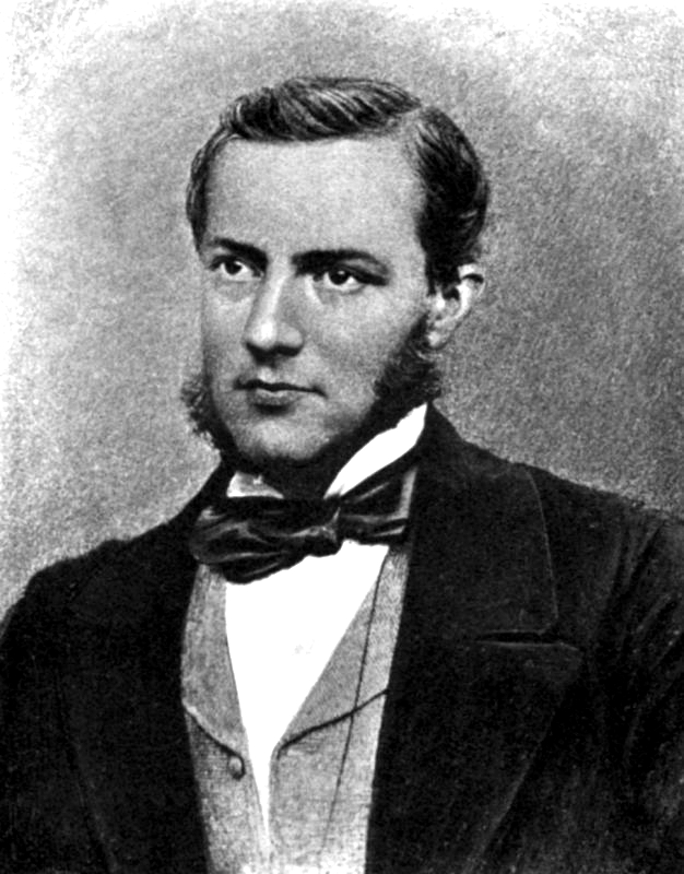

اعتبر بعض العلماء تكوّن الفهم الحديث للأساطير الإغريقية انفعالًا مزدوجًا في نهاية القرن الثامن عشر ضد «موقف العداء والازدراء المسيحيين التقليدي، الذي ساد قرونًا»، وكان هذا الموقف يفسر الأسطورة على أنها كذبة أو خرافة حفظها الناس. في ألمانيا، نما في نحو عام 1795 اهتمام بهوميروس والأساطير الإغريقية. في مدينة غوتنغن بدأ يوهان ماثياس جسنر إحياء الدراسات الإغريقية بروح إنسانية جديدة. وعمل خلفه كريستيان غوتلوب هين مع يوهان يوكيم ونكلمان، ووضع أسسًا للبحث الأسطوري في ألمانيا وخارجها. انتهج هين في الأسطورة نهج فقيه اللغة وصاغ وعلّم المفهوم الألماني للأزمنة القديمة نحو نصف قرن، وقعت فيها الحياة الفكرية في ألمانيا تحت تأثير كبير من الإغريق.

## مناهج مقارنة
أسس تطور فقه اللغة المقارن في القرن التاسع عشر، مع الاكتشافات الإثنولوجية في القرن العشرين، علم الأسطورة. منذ الرومانسيين إلى اليوم، كل دراسات الأسطورة كانت بمنهج المقارنة. وظف وليام ماندارت والسير جيمس فريزر وستيث ثومبسون المنهج المقارن ليجمعوا ويصنفوا مواضيع الفلكلور والأساطير. في عام 1871، نشر إدوراد بورنت تايلور كتابه الثقافة البدائية، وطبق فيه المنهج المقارن وحاول أن يفسر أصل الدين وتطوره. ألهمت عملية تايلور في جمع الحضارة المادية والطقوس والأساطير لثقافات متنوعة تنوّعًا كبيرًا كارل يونغ وجوزيف كامبل. ولكن رأي روبرت سيغال مختلف، إذ يقول «إن رؤية كامبل الرومانسية للأسطورة نقيض الرؤية العقلانية، وهي التي يمثلها عالما الأنثروبولوجيا الفيكتوريان إدوارد تايلور وجيمس فريزر». أضاف جاي إف ديل جيورجيو دورًا جديدًا إلى المنهج المقارن، وأكد في كتابه أقدم الأوروبيين أن الأساطير الإغريقية الحاضرة نتجت عن صراع بين الشعوب الأوروبية الحجرية القديمة والقبائل الهندية الأوروبية القادمة.
طبق ماكس مولر علم الأساطير المقارن الجديد على دراسة الأساطير، وباستخدامه لاحظ بقايا محرفة من عبادة الطبيعة عند الآريين. ركز برونيسلو مالينوسكي على الطرق التي تحقق بها الأسطورة وظائف اجتماعية عامة. قارن كلود ليفي ستراوس وبنيويون آخرون العلاقات الشكلية والأنماط في الأساطير حول العالم. اعتمد إيفانز نفسه عندما كان يدرس العالم المينوسي على الأدلة في مصر والشرق الأدنى للمقارنة، وكشف اكتشاف الحضارتين الحيثية والأوغاريتية الغطاء عن نصوص وصروح قدمت مادة صالحة للمقارنة من حيث الشعائر والأساطير.

## تأويلات التحليل النفسي
طرح سيغموند فرويد فكرة أن التواصل الرمزي لا يعتمد على التاريخ الثقافي وحده، بل وعلى أعمال النفس. من هنا قدم فرويد مفهومًا بيولوجيًّا عابرًا للتاريخ عن الإنسان ورأيًا يرى الأساطير تعبيرًا عن الأفكار المكبوتة. تفسير الأحلام هو أساس تفسير الأساطير الفرويدي ومفهوم فرويد عن عمل الحلم الذي يقرّ بأهمية العلاقات السياقية في تأويل أي عنصر فردي في الحلم. وجد هذا الاقتراح نقطة مهمة في مقاربة المنهجين البنيوي والتحليلي النفسي للأسطورة في فكر فرويد.
وسّع كارل يونغ المنهج النفسي العابر للتاريخ في نظريته عن «الوعي الجمعي» والطرز الأولية (الموروثة من أنماط «عتيقة») لطالما رُمزت في الأسطورة التي نشأت منها. وحسب رأي يونغ: «لا بد من وجود العناصر البنيوية المشكلة للأسطورة في النفس غير الواعية». بعد مقارنة منهج يونغ بنظرية كامبل استنتج سيغال أن «تفسير حلم عند كامبل ما هو إلا تعريف الطرز الأولية فيه. فتفسير الأوديسة مثلًا يظهر كيف تتلاءم حياة أوديسيوس مع نمط البطل. أما يونغ فخلافًا لذلك، يعتبر تعريف الطرز الأولية أول خطوة في تفسير الأسطورة». عند يونغ، لم تعد الأسطورة عن الآلهة ولا عن العالم الفيزيائي، إنما هي عن العقل البشري ولا بد أن تُقرأ قراءةً رمزية. ترك كارل كيرينيي وهو من مؤسسي الدراسات الحديثة في الأساطير الإغريقية آراءه من أجل أن يطبق نظريات يونغ عن الطرز الأولية على الأساطير الإغريقية.